# Huberfelsen

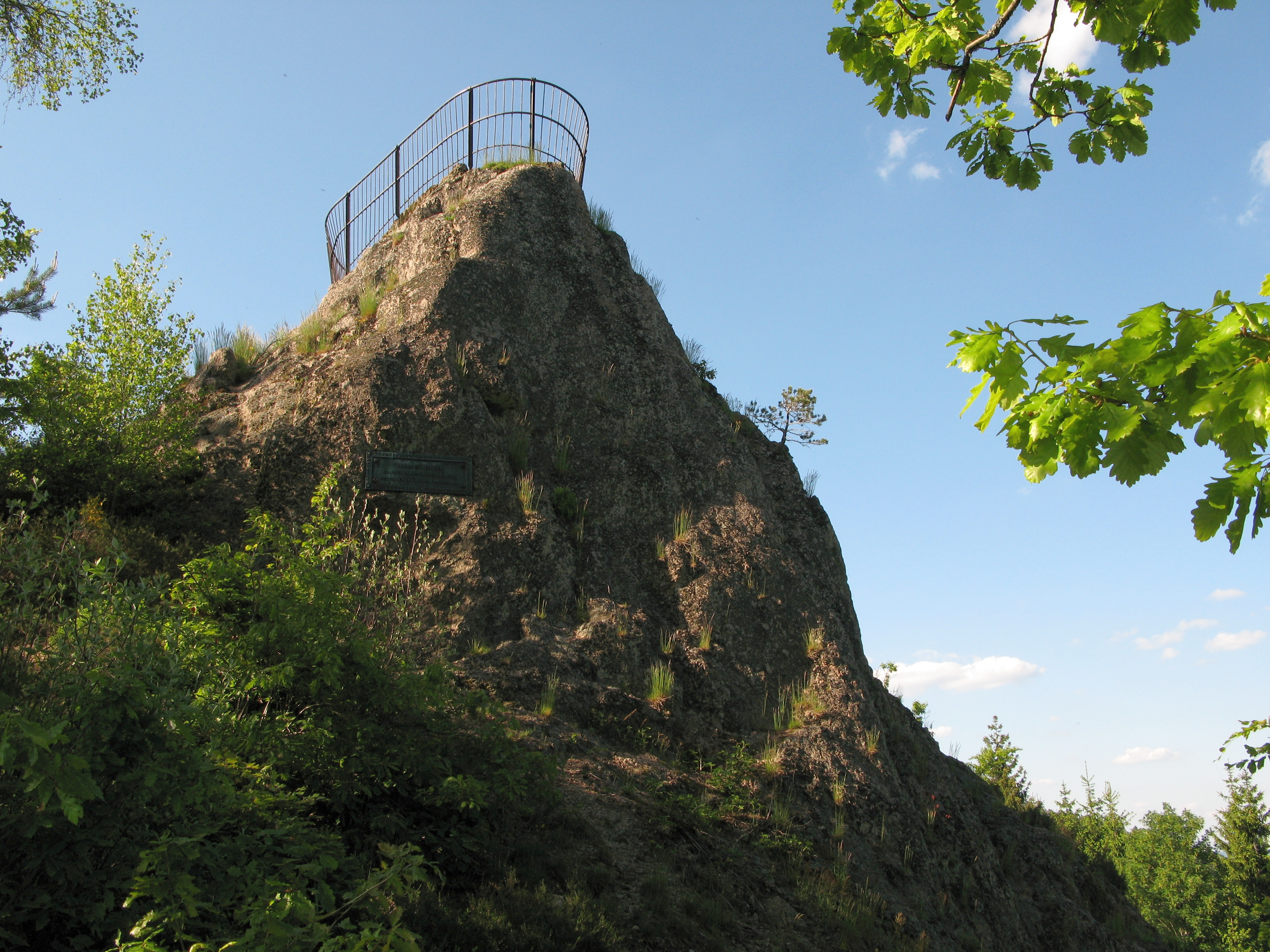
Huberfelsen

Der Huberfelsen ist ein Felsen (759,9 m ü. NHN) im Mittleren Schwarzwald und ein Naturdenkmal.

## Geographie
Der Huberfelsen liegt auf einem Bergrücken im Mittleren Schwarzwald zwischen dem Elztal im Westen, nahe dem Ortsteil Oberprechtal-Wittenbach und dem Tal der Gutach im Osten. Er befindet sich genau an der Nahtstelle des Landkreises Emmendingen und dem Ortenaukreis in der Gemeinde Gutach in etwa 3,5 Kilometern vom Landwassereck an der L 107 entfernt. Das Naturschutzgebiet Prechtaler Schanze-Ecklesberg beinhaltet an seinem östlichen Rand noch dieses Naturdenkmal.

## Naturdenkmal
Der aus Granit bestehende Felsen wurde per Verordnung am 29. August 1963 als flächenhaftes Naturdenkmal ausgewiesen und wird unter der Schutzgebietsnummer 83170390001 beim Regierungspräsidium Freiburg geführt. Er ist außerdem als Geotop geschützt.

## Geschichte

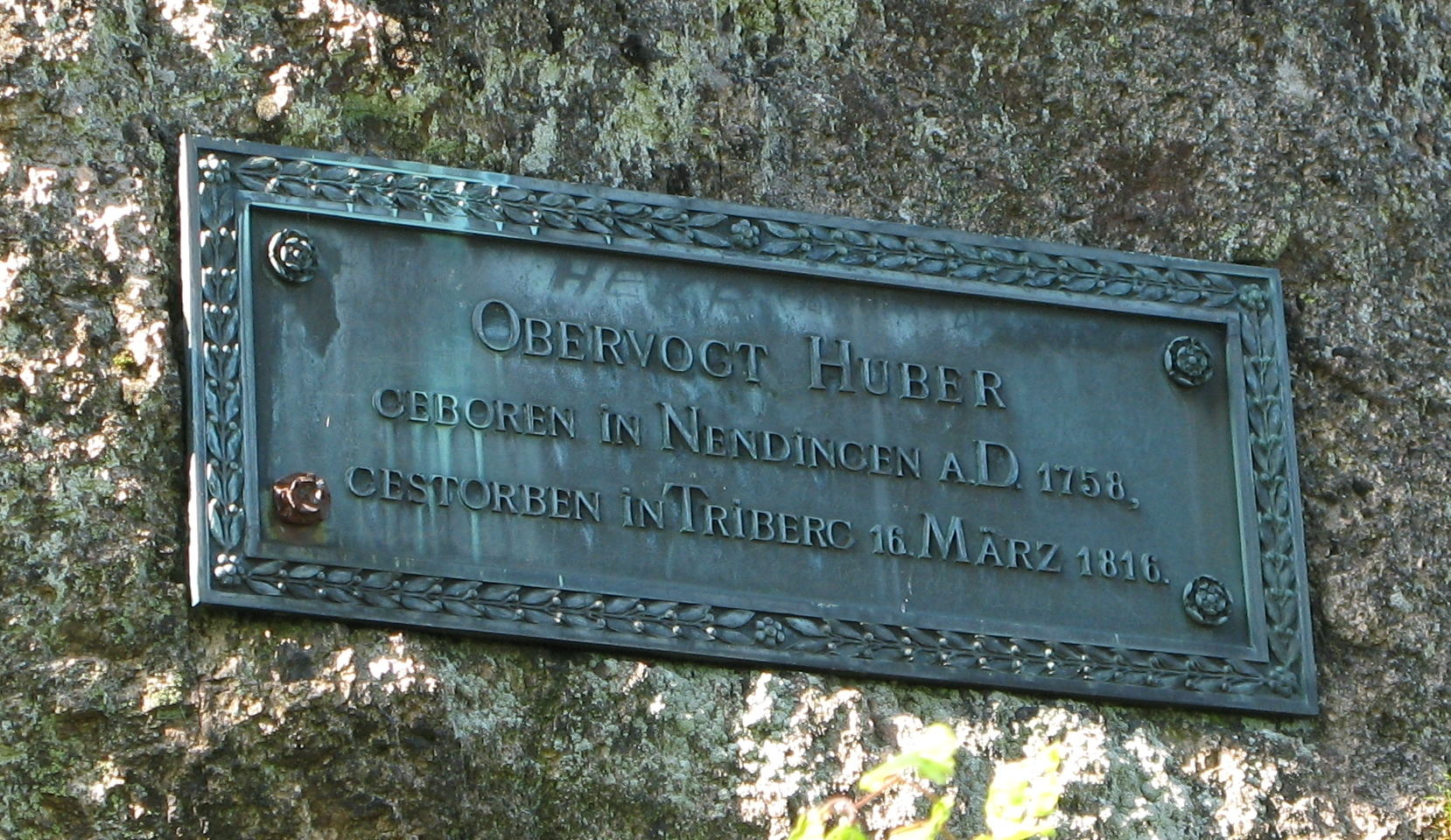
Gedenktafel am Huberfelsen

Ursprünglich wurde der Felsen „Spitzer-Stein“ genannt. Im August 1902 wurde er ein Denkmal zu Ehren des ehemaligen Obervogts Theodor Huber. Eine kleine Gedenktafel am Felsen weist seitdem auf den Namensgeber hin. Im Jahr 2004 wurde das Geländer an neue Sicherheitsstandards angepasst.

## Touristik

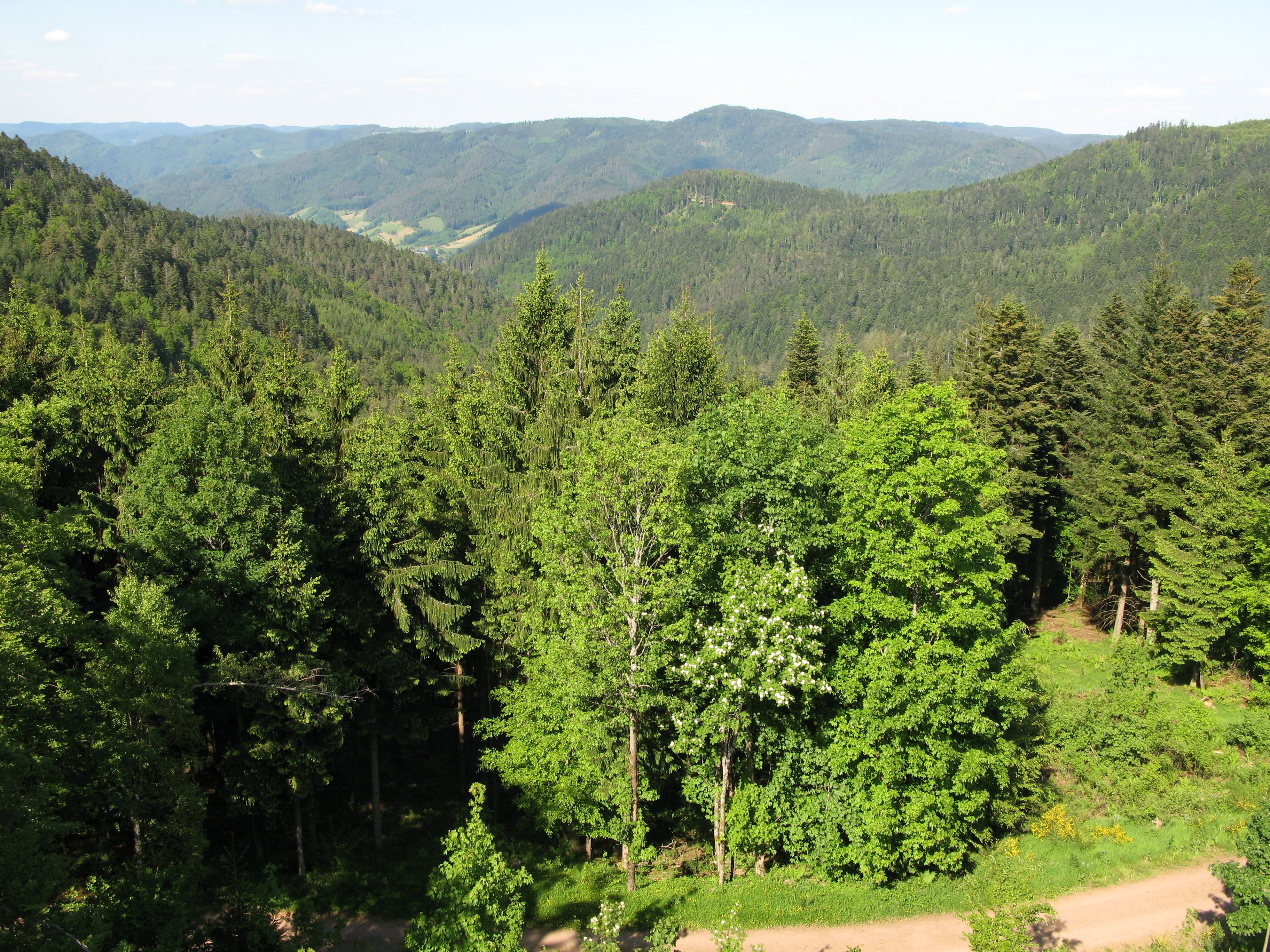
Blick nach Osten vom Huberfelsen

Der Felsen wird von drei Fernwanderwegen des Schwarzwaldvereins, dem Westweg, dem Schwarzwald-Querweg Rottweil–Lahr und dem Zweitälersteig berührt. Der mit seinem Geländer wie ein Schiffbug wirkende Felsen kann bestiegen werden und bietet eine Rundumsicht beispielsweise in das obere Elztal (Oberprechtal) und auf das Gutachtal bei Hornberg. Unterhalb, am Fuß und Wegesrand befinden sich mehrere Sitzgelegenheiten.